# DDEF1
DDEF1‏ (ArfGAP with SH3 domain, ankyrin repeat and PH domain 1) هوَ بروتين يُشَفر بواسطة جين DDEF1 في الإنسان.